# اچ‌ام‌سی‌اس گریلس
اچ‌ام‌سی‌اس گریلس (به انگلیسی: HMCS Grilse) یک کشتی بود که طول آن ۲۰۲ فوت (۶۲ متر) بود. این کشتی در سال ۱۹۱۲ ساخته شد.